# 司空图
司空图（837年—908年），字表圣，河中府虞乡（今山西省永济县）人，唐朝末年诗人、文学评论家。
司空图早年为王凝赏识，在其推荐下于唐懿宗咸通10年（869年）中进士，后为报恩，放弃在朝中为官的机会，长期居于王凝幕府中。878年，被任命为光禄寺主簿，分司洛阳。在洛阳期间得到卢携的赏识，后卢携回朝复相，司空图被任命为礼部员外郎，不久升任郎中。
唐僖宗广明元年（880年），黄巢入长安，司空图拒绝其招揽，逃往凤翔投奔唐僖宗，被任命为知制诰、中书舍人。次年，唐僖宗迁往宝鸡，司空图与其失散，回乡隐居中条山王官谷。唐昭宗及宰相朱溫屡次征召其为侍郎、尚书等职，他均坚辞不受，最後接受了宰相柳璨的要求為官，卻故意裝作衰老的樣子，在朝堂上失手墜落笏板，得以放還本鄉中條山。907年，朱温废去唐哀帝，建立后梁，次年又将哀帝刺杀。司空图闻信后，绝食而死。
司空图没有儿子，有女儿嫁给姚顗。司空图以外甥荷为嗣，因此被御史弹劾，但昭宗不予罪责。司空荷官至永州刺史。

## 著作
今存《司空表圣文集》（《一鸣集》）十卷，和后人辑录的《司空表圣诗集》。

### 華清宮
「帝業山河固，
　離宮宴幸頻。
　豈知驅戰馬，
　只是太平人。」

### 河湟有感
「一自蕭關起戰塵，
　河湟隔斷異鄉春。
　漢兒盡作胡兒語，
　卻向城頭罵漢人。」

### 《二十四诗品》作者争议
传世之文学批评著作《二十四诗品》历来皆署为司空图撰。但哈佛大学学者方志彤和复旦大学学者陈尚君、汪涌豪分别做出的研究对其著作权构成了质疑。此后陈尚君教授又陆续发表一些文章对各方观点做出回应。

## 研究書目
- 王潤華：《從司空圖到沈從文》（上海：學林出版社，1989）。
- 王潤華：〈在晚唐政治動盪中司空圖的仕宦生涯考（页面存档备份，存于）〉。
- 王润华：〈司空图表现说诗论研究（页面存档备份，存于）〉。